# 黃仲敷
黃仲敷（越南语：／；1872年—1946年），越南阮朝北圻官員。

## 生平
黃仲敷是河靜省德壽府羅山縣越安總安全社東泰村（今河靜省德壽縣松影社）人，嗣德二十五年（1872年）出生，父親是延茂郡公黃高啟，哥哥是協佐大學士黃孟致。
同慶三年（1888年），黃仲敷與申仲𢤮等人被公派往法國留學。成泰七年（1895年），學成歸國，授翰林院編修銜，在機密院任職，為成泰帝和輔政大臣擔任法語翻譯。後升任禮部參知銜，充國學場督學。
成泰十八年（1906年），黃仲敷升任河東總督。黃仲敷擔任河東總督一職長達近30年。後授協辦大學士。維新七年（1913年），加太子少保銜。保大八年（1933年），升授武顯殿大學士。
保大十二年（1937年），黃仲敷致事。1946年，在河內家中去世，壽74歲。

## 旧居
抗法战争胜利后，黄仲敷在河内的旧居由胡志明批准划给中国驻越南大使馆使用。